# Polygala major
Polygala major là một loài thực vật có hoa trong họ Polygalaceae. Loài này được Jacq. miêu tả khoa học đầu tiên năm 1778.